# Протасов-Бахметев, Николай Алексеевич
Граф Никола́й Алексе́евич Прота́сов-Бахме́тев (1834 — 25 октября 1907) — генерал от кавалерии (1 января 1896), генерал-адъютант (24 марта 1896), наказной атаман Астраханского казачьего войска, сын героя наполеоновских войн А. Н. Бахметева и польской княжны Четвертинской. Титул графа и фамилию «Протасов» получил по завещанию двоюродного деда в 1856 году.

## Биография
Родился 28 марта (9 апреля) 1834 года; образование получил в Пажеском корпусе, 13 августа 1852 произведён в чин корнета и выпущен в Кавалергардский полк. В 1856 г. в чине поручика (с 23 апреля 1864) окончил курс наук в Николаевской академии Генерального штаба. 13 декабря 1856 произведён в штабс-ротмистры, 23 апреля 1860 — в ротмистры. с 17 апреля 1863 — полковник. Командовал эскадроном (1860—1863) и дивизионом (1863—1865).
Командовал с 14 марта 1867 года 16-м драгунским Нижегородским полком, затем с 18 ноября 1869 лейб-гвардии Кирасирским Её Величества полком, с 16 января 1871 — лейб-гвардии Конным полком. 28 мая 1871 произведён в генерал-майоры, в 1873 г. получил орден Святого Станислава 1-й степени. В русско-турецкой войне 1877—1878 гг. принимал участие в качестве командира сводной казачьей дивизии, за отличие был награждён золотым палашом с надписью «За храбрость» (1877 г.), орденами Святой Анны 1-й степени с мечами (1877 г.) и Святого Владимира 2-й степени с мечами (1879 г.)
25 мая 1880 был назначен Астраханским губернатором и наказным атаманом Астраханского казачьего войска, 30 августа 1881 произведён в генерал-лейтенанты. С 1882 г. числился по Министерству внутренних дел. В 1889 г. — почетный опекун Санкт-Петербургского присутствия опекунского совета учреждений императрицы Марии, с 1890 г. — главноуправляющий Собственной Его Императорского Величества канцелярией по учреждениям императрицы Марии. Состоял попечителем Императорского Александровского лицея, был зачислен по Астраханскому и Донскому казачьим войскам и в списки Лейб-гвардии Конного полка.
21 мая 1890 года был назначен членом Государственного совета. 6 декабря 1895 года произведён в чин генерала от инфантерии, а 1 января следующего года переаттестован в чин генерала от кавалерии. 24 марта 1896 года пожалован в генерал-адъютанты к Его Императорскому Величеству. 2 апреля 1906 года награждён орденом Святого Андрея Первозванного.
Умер от разрыва сердца в Берлине, похоронен в России (в трапезной Малого собора Донского монастыря поблизости от надгробной доски графа Н. А. Протасова сохранилась сильно попорченная чугунная доска с едва различимым именем графа Николая Алексеевича Протасова — Бахметева, но без дат жизни).
У Николая Алексеевича остался сын — Фёдор Николаевич Бахметев (Бахметьев).

## Награды
- Орден Святого Станислава 3-й степени (30.08.1861)
- Орден Святого Станислава 2-й степени (30.08.1863)
- Орден Святой Анны 2-й степени (30.08.1865)
- Орден Святого Владимира 4-й степени (10.04.1868)
- Орден Святого Владимира 3-й степени (03.06.1870)
- Орден Святого Станислава 1-й степени (30.08.1873)
- Золотой палаш с надписью «За храбрость» (12.08.1877)
- Орден Святой Анны 1-й степени с мечами (17.12.1877)
- Орден Святого Владимира 2-й степени с мечами (24.05.1879)
- Орден Белого орла (01.01.1891)
- Орден Святого Александра Невского (01.01.1894)
- Бриллиантовые знаки к ордену Святого Александра Невского (14.05.1896)
- Орден Святого Владимира 1-й степени (09.04.1900)
- Золотая табакерка с алмазами и портретом императора Николая II (13.08.1902)
- Орден Святого Андрея Первозванного (02.04.1906)

Иностранные:
- Прусский орден Красного орла 2-й степени со звездой (1873)
- Австрийский орден Франца-Иосифа, большой крест (1874)
- Персидский орден Льва и Солнца 1-й степени (1882)
- Черногорский орден князя Даниила I 1-й степени (1893)
- Болгарский орден Святого Александра 1-й степени (1896)
- Французский орден Почётного легиона, большой крест (1898)
- Румынский орден Звезды, большой крест (1899)
- Японский орден Восходящего солнца 1-й степени (1901)
- Датский орден Данеброг, большой крест (1902)
- Итальянский орден Святых Маврикия и Лазаря, большой крест (1903)